# Herr Strich schreitet zum Äußersten
Herr Strich schreitet zum Äußersten ist eine Erzählung von Reinhard Lettau.

## Inhalt
Der Literaturfreund Herr Strich ist ein großer Kenner des Dichters C. Als er erfährt, dass sich dessen Handschriften infolge einer Auktion in Grönland befinden, reist der Interessierte dorthin, um sie zu prüfen. Beim Vergleich mit Druckwerken, die Stücke des C. enthalten, fallen ihm aber gelegentliche kleine Abweichungen auf. Er ist wütend und schreibt eine Abhandlung über die inkorrekte Wiedergabe der Originalmanuskripte. Da Herr Strichs Arbeit aber von allen Zeitungen, denen er sie anbietet, abgelehnt wird, stürmt der Erzürnte mit einigen bewaffneten Studenten ein Funkhaus, nimmt die Anwesenden als Geiseln und verliest am Mikrofon sein Manuskript. Selbst ein Schusswechsel mit der Polizei kann ihn nicht stören, kurz vor dem Fazit trifft ihn jedoch eine Kugel tödlich. Da ein Techniker aber während des Handstreichs die Leitung unterbrach, wurde Herrn Strichs Vortrag nicht gesendet.

## Veröffentlichungen
Herr Strich schreitet zum Äußersten erschien 1962 beim Carl Hanser Verlag in dem Band Schwierigkeiten beim Häuserbauen. Volk und Welt veröffentlichte das Werk im Rahmen seiner Reihe Erkundungen auch in der DDR. 1982 publizierte der westdeutsche Reclam-Verlag außerdem einen Sammelband gleichen Namens.